# Flag Desecration Amendment

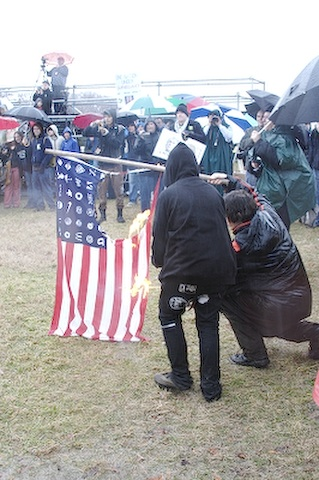
Demonstranten in Washington

Das Flag Desecration Amendment (Flaggenschändungsergänzung[sartikel]), auch als flag burning amendment bekannt, ist ein vorgeschlagener Zusatzartikel zur Verfassung der Vereinigten Staaten. Der neue Artikel würde den Kongress ermächtigen, die Schändung der Flagge unter Strafe zu stellen. Der Vorschlag ist seit der Friedensbewegung zum Vietnamkrieg immer wieder Thema politischer Auseinandersetzungen geworden, in denen meist das Grundrecht der Meinungsfreiheit dem Schutzbedarf nationaler Symbole gegenübersteht.

## Geschichte
Das erste Gesetz zum Schutz der Flagge wurde 1968 vom Kongress verabschiedet und war direkt gegen die Demonstrationen der Vietnamkriegsgegner gerichtet. In den folgenden Jahren verabschiedeten 48 von 50 Bundesstaaten ähnliche Gesetze zum Schutz der Flagge. Der Oberste Gerichtshof entschied allerdings 1989 in seinem Urteil zum Fall Texas v. Johnson mit fünf zu vier Stimmen, dass diese Gesetze eine verfassungswidrige Einschränkung der Meinungsfreiheit darstellten und damit nichtig seien.
Nach dem Urteilsspruch verabschiedete der Kongress ein neues Gesetz, das 1990 im Urteil zum Fall United States v. Eichman ebenfalls vom Obersten Gerichtshof als verfassungswidrig eingestuft wurde. Das Gericht entschied, dass das Verbrennen der Flagge unter den Schutz der Meinungsfreiheit fällt. Die Stimmverteilung war in diesem Urteil dieselbe wie im vorherigen.
Infolge dieser zwei Urteile gab es in jeder Sitzungsperiode neue Versuche im Kongress, das Urteil des Gerichtshofs über eine Verfassungsänderung aufzuheben. Seit 1995 hat der Vorschlag bei jeder Abstimmung die nötige Zweidrittelmehrheit im Repräsentantenhaus erhalten, scheiterte aber, sofern es zu einer Abstimmung kam, jedes Mal im Senat an den bestehenden Mehrheiten. Zuletzt geschah dies am 27. Juni 2006 mit einem Ergebnis von 66:34.

## Text
Der vorgeschlagene Artikel, wie er mehrfach im Repräsentantenhaus der Vereinigten Staaten eingebracht wurde, lautet:

“The Congress shall have power to prohibit the physical desecration of the flag of the United States”

„Der Kongress hat die Befugnis, die physische Schändung der Flagge der Vereinigten Staaten zu verbieten“

Die Flagge der USA

## Argumentation

### Für den Verfassungszusatz
Die Fürsprecher des Amendments sehen die Flagge als das wichtigste nationale Symbol der Vereinigten Staaten, womit eine Schändung/Verbrennung der Fahne eine ernste Beleidigung aller US-Bürger darstellt.
Der ehemalige Oberste Richter William H. Rehnquist, hatte die Argumentation in seiner abweichenden Stellungnahme zum oben erwähnten Urteil im Fall Texas v. Johnson folgendermaßen zusammengefasst:

“The American flag, then, throughout more than 200 years of our history, has come to be the visible symbol embodying our Nation. It does not represent the views of any particular political party, and it does not represent any particular political philosophy. The flag is not simply another ‘idea’ or ‘point of view’ competing for recognition in the marketplace of ideas. Millions and millions of Americans regard it with an almost mystical reverence regardless of what sort of social, political, or philosophical beliefs they may have. I cannot agree that the First Amendment invalidates the Act of Congress, and the laws of 48 of the 50 States, which make criminal the public burning of the flag.”

„Die Amerikanische Flagge hat sich über mehr als 200 Jahre unserer Geschichte zum sichtbaren Symbol unserer Nation entwickelt. Sie repräsentiert nicht die Ansichten irgendeiner politischen Partei oder einer politischen Philosophie. Die Flagge ist nicht einfach eine weitere ‚Idee‘ oder ein ‚Standpunkt‘, die auf dem Marktplatz der Ideen um Aufmerksamkeit kämpfen. Millionen und Abermillionen von Amerikanern hegen ihr gegenüber eine fast mystische Ehrfurcht, gleich welcher sozialen, politischen oder philosophischen Überzeugung sie auch anhängen. Ich kann mich nicht der Überzeugung anschließen, dass der erste Verfassungszusatz sowohl das Mehrheitsvotum des Kongresses für ungültig erklärt, als auch die Gesetze von 48 der 50 Bundesstaaten, die das öffentliche Verbrennen der Flagge unter Strafe stellen.“

### Gegen den Verfassungszusatz
Das Hauptargument der Gegnerschaft, darunter Bürgerrechtsgruppen, ist, dass das geforderte Verbot sich genau gegen die Prinzipien wenden würde, für die die Flagge als Symbol steht. Nur autoritäre Regime verhafteten Demonstranten, die öffentlich Flaggen verbrennen. So schrieb Richter William R. Brennan in der Mehrheitsmeinung von United States v. Eichman:

‘If there is a bedrock principle underlying the First Amendment, it is that the Government may not prohibit the expression of an idea simply because society finds the idea itself offensive or disagreeable.’ Johnson, supra, at 414. Punishing desecration of the flag dilutes the very freedom that makes this emblem so revered, and worth revering.

„‚Wenn es im ersten Zusatzartikel einen unumstößlichen Grundsatz gibt, dann ist es der, dass der Staat den Ausdruck einer Idee nicht einfach nur deswegen verbieten darf, weil die Gesellschaft ihn anstößig oder widerlich ansieht.‘ (aus Texas v. Johnson) Die Schändung der Flagge zu verbieten, schwächt gerade die Freiheit, weshalb dieses Symbol verehrt wird und verehrenswert ist.“

Außerdem wird darauf hingewiesen, dass im Fall Texas gegen Johnson nicht das eigentliche Verbot des Flaggenverbrennens als nicht verfassungsmäßig eingestuft wurde, sondern das Verbot einer damit verbundenen politischen Meinungsäußerung. Damit richte sich der vorgeschlagene Zusatzartikel in Wirklichkeit nicht gegen die Flaggenschändung, sondern gegen den Ausdruck einer politischen Meinung. Dies wird als klarer Widerspruch zum ersten Zusatzartikel der Verfassung gesehen, der unter anderem die Meinungsfreiheit sichert.
Das Verbrennen von Fahnen ist bei Veteranenverbänden und Pfadfindern eine akzeptierte Tradition, allerdings hier im Einklang mit dem United States Flag Code als respektvolle Art der  Entsorgung einer Flagge. Dieses Gesetz enthält den Passus:

“The flag, when it is in such condition that it is no longer a fitting emblem for display, should be destroyed in a dignified way, preferably by burning.”

„Eine Flagge, die nicht mehr in einem vorzeigbaren Zustand ist, soll auf würdige Weise vernichtet werden, bevorzugt durch Verbrennen.“